# Джиммі Франса
Джиммі Дуглас Франса (порт. Jymmy Dougllas França, нар. 15 квітня 1984, Ріо-де-Жанейро, Бразилія), відомий як Джиммі (порт. Jymmy) — бразильський футболіст, нападник бразильського клубу «Пауліста».

## Кар'єра
З 2001 по 2008 рік Джиммі Франса виступав в бразильських клубах «Кастелу», «Естрела-ду-Норті», «Ангра-дус-Рейс», «Кісаман», «Амерікано» (Кампус-дус-Гойтаказіс), «Фрібургенсе», «Жагуаре» і «Амеріка» (Натал).
У 2009 році виступав за словацький «Спартак» (Трнава), за який зіграв 11 матчів в чемпіонаті. У цьому ж році, підписав контракт з тираспольським «Шерифом», у складі якого 2010 році став кращим бомбардиром чемпіонату Молдови, забивши 13 голів, а також виграв чемпіонат і Кубок країни, у фінальному матчі за Кубок  бразилець забив два голи у ворота «Дачії». Також Джиммі грав за «Шериф» в Лізі Чемпіонів і Лізі Європи і забивав у ворота «Твенте» і київського «Динамо». У 2011 році був відданий в оренду в одеський «Чорноморець», за український клуб бразилець провів чотири гри і забив один гол. У лютому 2012 року було оголошено, що «Шериф» розірвав контракт з Джиммі Франсою.
Того ж року бразилець підписав контракт з японським клубом «Сімідзу С-Палс», у 2012 році був відданий в оренду в інший японський клуб «Токіо Верді».
У січні 2014 року Джиммі Франса повернувся у Бразилію, підписавши контракт з клубом «Гуаратінгета», пізніше повернувся до «Кастели», а у 2015 році підписав контракт з клубом «Пауліста».

## Досягнення
- Чемпіон Молдови (1): 2009/10
- Володар Кубка Молдови (1): 2009/10